# Cerianthus lloydii
Cerianthus lloydii är en korallart som beskrevs av Gosse 1859. Cerianthus lloydii ingår i släktet Cerianthus och familjen Cerianthidae. Arten är reproducerande i Sverige. Inga underarter finns listade i Catalogue of Life.